# Inkoativt verb
Inkoativa verb är verb som betecknar att subjektet inträder i ett visst tillstånd. Ett i svenskan relativt vanligt, men knappast nyproduktivt, sätt att avleda inkoativa verb från (främst) adjektiv är att foga ändelsen -na till dessa, till exempel kall-na, trött-na, mörk-na.